# بيان جنو

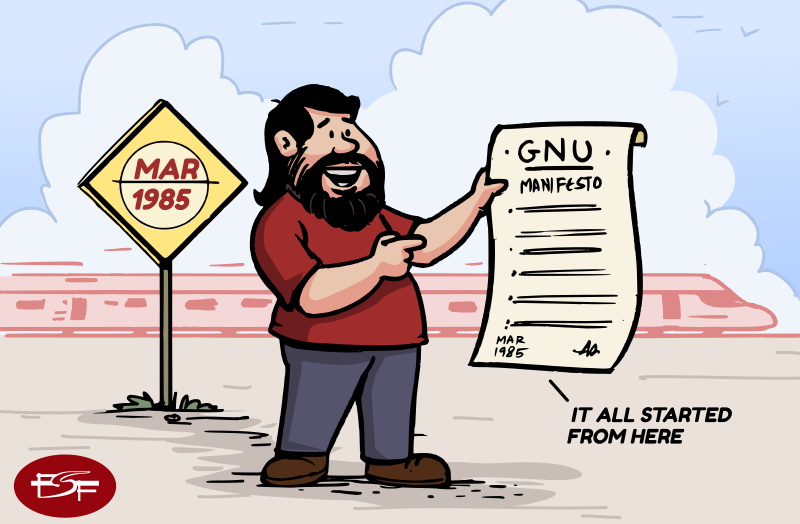

كتب ريتشارد ستولمن بيان جنو ونشره سنة 1985 في جريدة د. دوب لأدوات البرمجيات كشرح وتعريف لأهداف مشروع جنو، ودعوة للمشاركة والدعم. يعدّه الكثيرون في حركة البرمجيات الحرة مصدر فلسفي أساسي. يُضمن النص الكامل مع برمجيات جنو مثل إيماكس، ومتوفر على الوِب أيضا. في السنوات القليلة الأولى، حُدِّث بشكل طفيف ليناسب تطور المشروع، لكن منذ 1993 لم يطرأ عليه أي تغيير.

## وصلات خارجية
- ترجمة عربية لبيان جنو
- جريدة د. دوب، مارس 1985